# Kaluschskoje (Kaliningrad)
Kaluschskoje (russisch Калужское, deutsch Grünheide, Kreis Insterburg, litauisch Gryneidė) ist ein Ort in der russischen Oblast Kaliningrad im Rajon Tschernjachowsk. Die Siedlung gehört zur kommunalen Selbstverwaltungseinheit Stadtkreis Tschernjachowsk.

## Geographische Lage
Kaluschskoje liegt 20 Kilometer nördlich der Rajonsmetropole Tschernjachowsk (Insterburg) und ist über den Abzweig Pridoroschnoje (Seßlacken) von der Verbindungsstraße Tschernjachowsk–Uljanowo (Kraupischken, 1938–1946 Breitenstein) zu erreichen. Der Ort ist Bahnstation an der Bahnstrecke Tschernjachowsk–Sowetsk (Insterburg–Tilsit).

## Geschichte

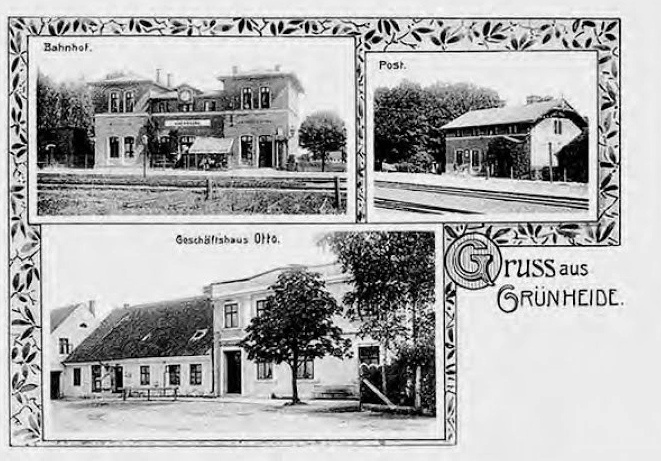
Grünheide um 1905

Das Dorf Grünheyde wurde 1785 als „cölmisch Gut“ erstmals erwähnt. Am 11. März 1874 wurde der Gutsort Amtsdorf und damit namensgebend für einen neu errichteten Amtsbezirk, der bis 1945 zum Kreis Insterburg im Regierungsbezirk Gumbinnen der preußischen Provinz Ostpreußen gehört. Im Jahre 1910 zählte Grünheide 249 Einwohner.

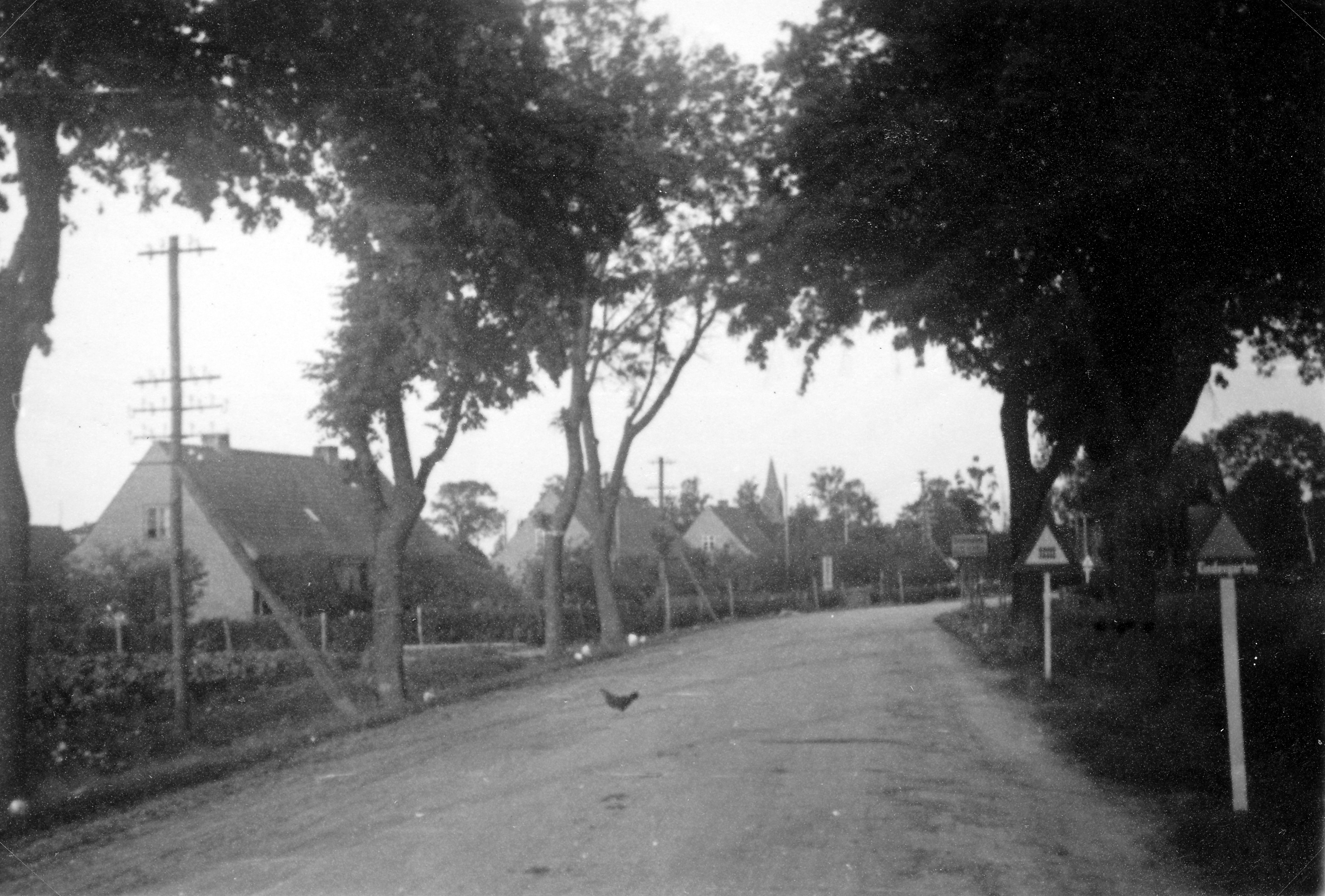
Grünheide 1939, Ortseingang westlich der Bahnlinie

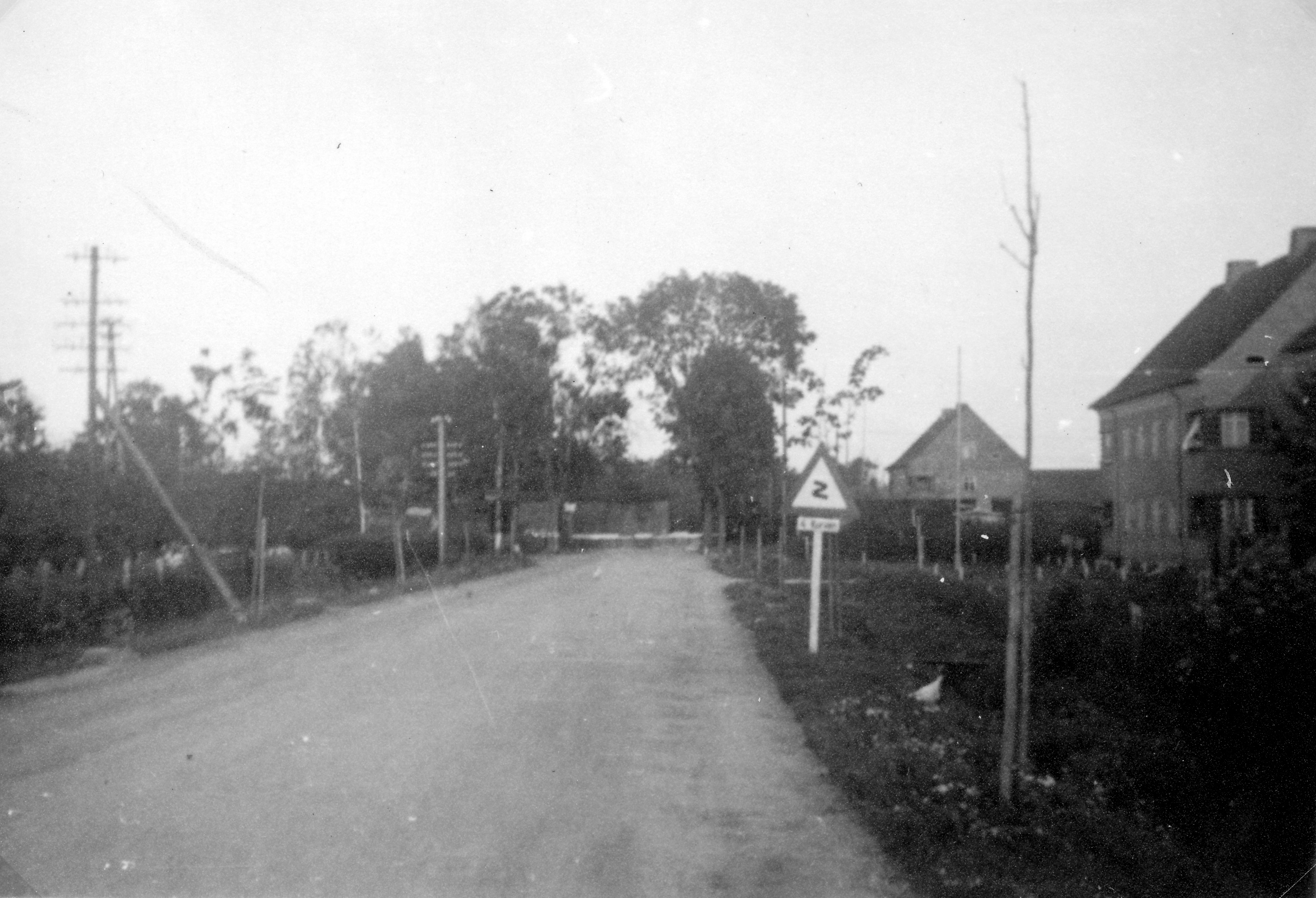
Grünheide 1939, westlich der Bahnlinie mit Siedlungshäusern

Am 30. September 1928 schlossen sich die Landgemeinden Berszienen (1936–1946: Berschienen), Kirchspiel Grünheide, und Budupönen (beide nicht mehr existent) mit dem Gutsbezirk Grünheide zur neuen Landgemeinde Grünheide zusammen. Die Einwohnerzahl betrug 1933 insgesamt 541 und stieg bis 1939 auf 611. Grünheide besaß neben Schule und Post eine Filiale der An- und Verkaufsgenossenschaft Insterburg sowie die Mühle Tetmeier mit großem landwirtschaftlichem Handel.
Wegen der heranrückenden Front räumte die Zivilbevölkerung ab November 1944 den Ort. Am 20. Januar 1945 um 12 Uhr wurde Grünheide als Folge eines Kreisverkehrsmanövers aus West und Nordwest von den Soldaten des 95. Garde-Schützenregiments der 31. Garde-Schützendivision der 11. Gardearmee eingenommen.  Durch Kriegshandlungen wurden neben Gutsbetrieben auch die Kirche und das Bahnhofsgebäude zerstört, das unmittelbar daneben liegende Postamt, welches heute als „Bahnhof“ bezeichnet wird, blieb erhalten.
In Folge des Zweiten Weltkrieges kam Grünheide mit dem nördlichen Ostpreußen im Jahre 1945 zur Sowjetunion und erhielt 1947 die russische Bezeichnung „Kaluschskoje“. Gleichzeitig wurde der Ort Sitz eines Dorfsowjets im Rajon Tschernjachowsk.
Mehr als 280 sowjetische Soldaten wurden in Grünheide in einem Massengrab, das sich in einem Waldstück im Ortskern befindet, bestattet. 1950 errichtete die Sowjetunion dort ein Denkmal, das 1975 zur Gedenkstätte ausgebaut wurde, welche 2005 und 2015 restauriert wurde.
Von 2008 bis 2015 war der Ort Namensgeber der Landgemeinde Kaluschskoje selskoje posselenije, deren Amtssitz sich im zehn Kilometer entfernten Ort Sagorskoje befand. Seit 2016 gehört Kaluschskoje zum Stadtkreis Tschernjachowsk.

### Landwirtschaft
Rittergut Grünheide
Im Jahre 1917 erwarben Waldemar und Johanna Uffhausen dieses Gut von der Familie Hugenin. Der Betrieb lag direkt im Kirchdorf Grünheide in unmittelbarer Nähe des Bahnhofes. Nachdem Land für die Errichtung von Siedlungshäusern neben der Bahnstrecke abgegeben war, hatte der Betrieb eine Größe von 328 ha, davon wurden 188 ha als Ackerland genutzt, 97 ha waren Wiesen bzw. Grünland, dann war noch ein Waldbestand von 40 ha vorhanden. Die Fläche für Gemüse- und Obstgarten sowie Hofraum beanspruchte die restlichen 3 ha. Das Hauptgewicht dieses Betriebes wurde auf Rinderviehzucht, Getreidebau und Pferdezucht (Trakehner) gelegt. Uffhausen, der bereits über motorisierte Landmaschinen verfügte, erreichte eine Durchschnittsernte von 28 dz/ha. Jährlich wurden Jungbullen auf den Insterburger Auktionen abgesetzt. Zudem bestand ein langfristiger Pachtvertrag über den Betrieb Pannwitz in Ossaquell, nachdem dessen Eigentümer verstorben waren. Waldemar Uffhausen überschrieb Gut Grünheide 1934 per Überlassungsvertrag an seinen jüngsten Sohn Ulrich, der im Krieg an der Ostfront gefallen ist. Während der Kriegshandlungen 1945 wurde das Gut niedergebrannt und dessen Reste anschließend abgetragen, heute ist das Gelände teils neu bebaut.
Gut Raudszus
Der landwirtschaftliche Besitz von Fritz und Margaretha Raudszus in Berszienen (ab 1928 zu Grünheide) umfasste ein Areal von 150 ha, von dem etwa zwei Drittel zum Anbau von Getreide und Futterpflanzen für den Viehbestand dienten, während ein Drittel als Dauerweiden genutzt wurde. Die Gebäude, darunter das Gutshaus, waren in einem Rechteck um den Hofplatz erbaut. Zur Unterbringung der Deputantenfamilien standen sechs Wohnungen zur Verfügung, die 1937 durch An –und Umbauten vergrößert und erneuert wurden. Für nicht ständige Arbeiter hielt Raudszus 5 Wohnungen bereit. Besonderer Wert wurde auf die Rindviehzucht gelegt, es gab Eintragungen im Deutschen Rinderleistungsbuch. Um die Ernährung des Viehbestandes rentabler zu gestalten, standen Futtersilos zur Verfügung. Pferde wurden einerseits zur Bearbeitung des Ackerlandes gehalten, andererseits zur Zucht (Trakehner). Zu dem Besitz gehörte auch ein Waldbestand von 2,5 ha. Raudszus und seine Familie verließen Grünheide kriegsbedingt im November 1944. Das Gutshaus wurde während der Kriegshandlungen 1945 niedergebrannt und anschließend abgetragen. Ein Teil der Wirtschaftsgebäude und ein Arbeiterhaus sind erhalten.
Gut Winkler

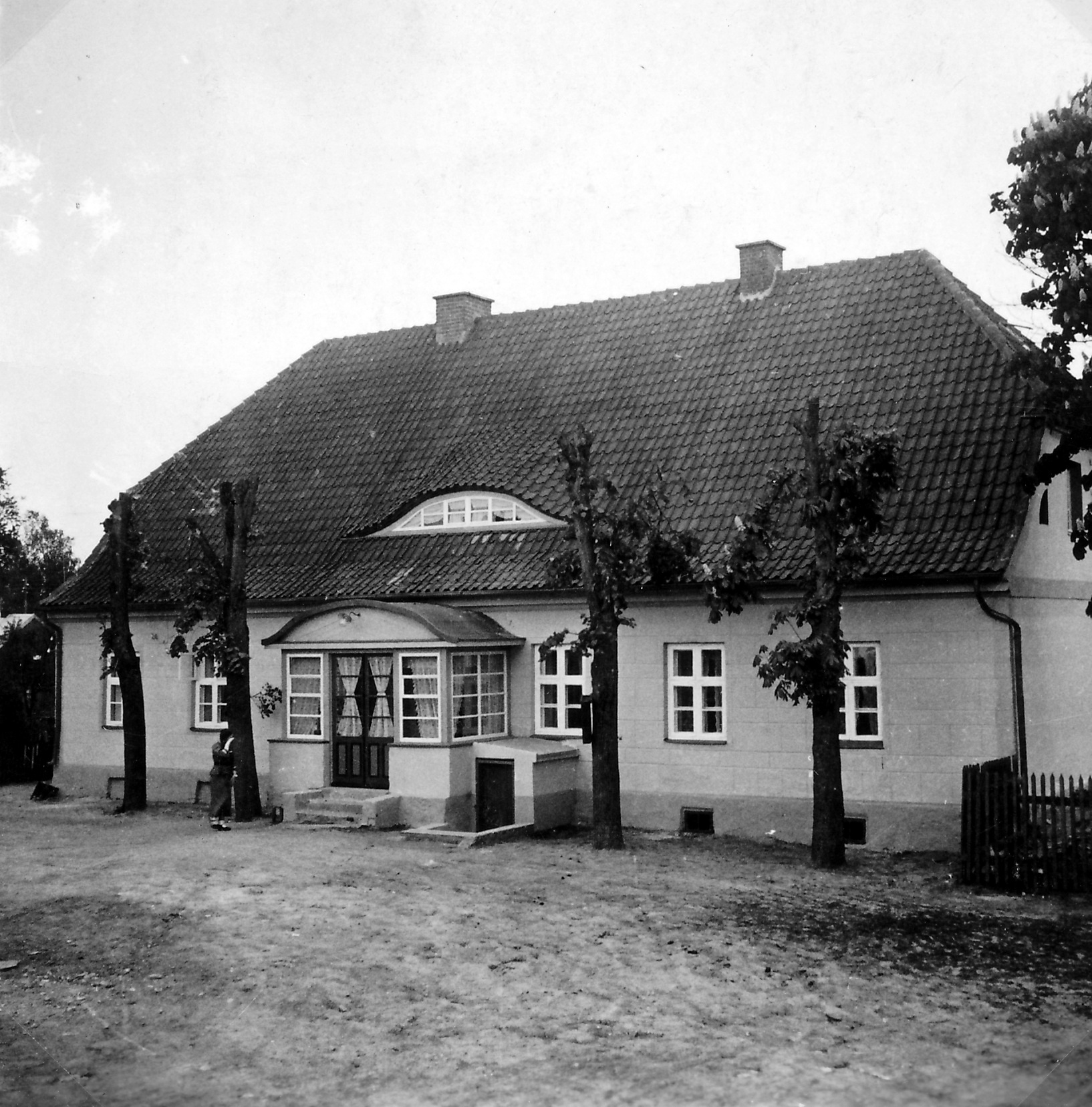
Gutshaus Winkler 1937

Im Jahre 1909 erwarben Albert (1885–1945) und Wilhelmine Winkler (1886–1982) in Berszienen (ab 1928 zu Grünheide) ein Gut mit einem Areal von 79 ha für 106000 Mark, bestehend aus Stallungen, Wirtschaftsgebäuden und Gutshaus, ferner einem Insthaus. Das Gut Winkler lag etwa 1,5 km von der Bahnstation Grünheide entfernt. Winkler bewirtschaftete die Flächen überwiegend mit Getreideanbau, in der Rindviehzucht hielt er neben Milchkühen, welche im Deutschen Rinderleistungsbuch eingetragen waren, auch prämierte Zuchtbullen. Eine Schweinemästerei war dem Betrieb angegliedert. Das Gut Winkler betrieb auf seinem Hof für den Eigen- und Fremdbedarf die einzige Molkerei und Käserei in der näheren Umgebung, ein Käser war dort fest angestellt. Insgesamt arbeiteten 13 Personen auf dem Hof. 1928 wurde ein zweites Insthaus erbaut. 1936 brannte das Gutshaus nieder und wurde im gleichen Jahr wiederaufgebaut. 1943 musste Winkler die Molkerei kriegsbedingt stilllegen, da die Maschinen auf behördliche Anweisung demontiert und verschickt wurden. Er begann im gleichen Jahr mit der Zucht von Trakehnern (Remonte) für die Wehrmacht.
Albert Winkler fungierte bis Januar 1945 als Bürgermeister von Grünheide.
Heute existieren von dem Gut, das während der Kriegshandlungen 1945 niedergebrannt und anschließend abgetragen wurde, nur noch die Grundmauern, die durch Vegetation überwuchert sind. Ein Insthaus hat den Krieg überstanden.

### Amtsbezirk Grünheide (1874–1945)
Zum Amtsbezirk Grünheide gehörten anfangs zwölf Dörfer, denen sich bis 1930 zwei weitere hinzugesellten. Am 1. Januar 1945 bestand der Amtsbezirk aufgrund von strukturellen Veränderungen noch aus neun Orten. LG = Landgemeinde, GB = Gutsbezirk:
| Deutscher Name                                    | Namensänderung (1938–1946) | Russischer Name | Bemerkungen                             |
| ------------------------------------------------- | -------------------------- | --------------- | --------------------------------------- |
| Abschruten (LG)                                   | Ossaquell                  | Assafjewo       |                                         |
| Antargen (LG)                                     | Argenquell                 | Perowskoje      |                                         |
| Berszienen/Berschienen (LG), Kirchspiel Grünheide |                            |                 | 1928 in die LG Grünheide eingegliedert  |
| Bublauken (LG)                                    | Brachenfeld                | Sorokino        |                                         |
| Budupönen (LG)                                    |                            |                 | 1928 in die LG Grünheide eingegliedert  |
| Grünheide (GB)                                    |                            | Kaluschskoje    | 1928 in eine Landgemeinde umgewandelt   |
| Lasdehnen (LG)                                    |                            |                 | 1928 in die LG Abschruten eingegliedert |
| Medukallen (LG), Kirchspiel Grünheide             | Honigberg                  | Wischnjowoje    |                                         |
| Pladden (LG)                                      |                            | Drosdowka       |                                         |
| Szierandszen/Schierandschen (LG)                  | Schierheide                | Worotynowka     |                                         |
| Warlen (LG)                                       |                            | Olenjowo        |                                         |
| Waszeningken/Wascheninken                         | Grünacker                  | Belorusskoje    |                                         |
| vor 1908 auch: Perkunischken (LG)                 | Perkunsfelde               | Drosdowka       |                                         |
| ab 1927 auch: Sziedlauken/Schiedlauken (GB)       |                            | Assafjewo       | 1928 in die LG Abschruten eingegliedert |

1945 bildeten noch die Gemeinden Argenquell, Brachenfeld, Grünacker, Grünheide, Honigberg, Ossaquell, Perkunsfelde, Pladden und Schierheide den Amtsbezirk Grünheide.

### Kaluschski selski Sowet/okrug 1947–2008
Der Dorfsowjet Kaluschski selski Sowet (ru. Калужский сельский Совет) wurde im Juli 1947 eingerichtet. Nach dem Zerfall der Sowjetunion bestand die Verwaltungseinheit als Dorfbezirk Kaluschski selski okrug (ru. Калужский сельский округ). Im Jahr 2008 wurden die verbliebenen Orte des Dorfbezirks in die neu gebildete Landgemeinde Kaluschskoje selskoje posselenije übernommen.
| Ortsname                          | Name bis 1947/50 | Bemerkungen |
| --------------------------------- | --- | --- |
| Assafjewo (Асафьево)              | Sziedlauken/Schiedlauken | Der Ort wurde 1950 umbenannt und vor 1975 verlassen.                                                             |
| Belurosskoje (Белорусское)        | Waszeningken/Wascheninken, 1938–1945: „Grünacker“ | Der Ort wurde 1950 umbenannt und vor 1975 verlassen.                                                             |
| Bolschewo (Болшево)               | Meldienen | Der Ort wurde 1950 umbenannt und vor 1988 verlassen.                                                             |
| Borowoje (Боровое)                | Wittschunen, 1938–1945: „Wittenhöhe“ | Der Ort wurde 1950 umbenannt und vor 1975 verlassen.                                                             |
| Drosdowka (Дроздовка)             | Budopönen, seit 1928: zu Grünheide; Dröschdorf; Perkunischken, 1938–1945: „Perkunsfelde“ und Pladden                                                               | Der Ort wurde 1950 umbenannt und vor 1988 verlassen.                                                             |
| Fjodorowo (Фёдорово)              | Gerlauken, 1938–1945: „Waldfrieden“ und Uszberszen/Uschberschen, 1938–1945: „Birkenweide“                                                                          | Der Ort wurde 1950 umbenannt und vor 1975 verlassen.                                                             |
| Glinnoje (Глинное)                | Mohlen | Der Ort wurde 1950 umbenannt und vor 1975 verlassen.                                                             |
| Gorodezkoje (Городецкое)          | Groß Franzdorf | Der Ort wurde 1950 umbenannt und 1997 aus dem Ortsregister gestrichen.                                           |
| Gratschowo (Грачёво)              | Strigehnen, 1938–1945: „Finkengrund“ | Der Ort wurde 1950 umbenannt und vor 1975 verlassen.                                                             |
| Kaluschskoje (Калужское)          | Grünheide | Verwaltungssitz                                                                                                  |
| Kolzowskoje (Колцовское)          | bei Medukallen, 1938–1945: „Honigberg“ | Der Ort wurde 1950 umbenannt und vor 1975 verlassen.                                                             |
| Koschelewo (Кошелево)             | Kaschelen, 1938–1945: „Kasseln“ und Patilszen/Patilschen, 1938–1945: „Tilsen“                                                                                      | Der Ort wurde 1950 umbenannt.                                                                                    |
| Michailowka (Михайловка)          | Moulienen, 1938–1945: „Moulinen“ | Der Ort wurde 1950 umbenannt.                                                                                    |
| Mjatnoje (Мятное)                 | Laukogallen, 1938–1945: „Bernhardseck“ | Der Ort wurde 1947 umbenannt und vor 1975 verlassen.                                                             |
| Nowoje (Новое)                    | Bessen | Der Ort wurde 1950 umbenannt und vor 1975 verlassen.                                                             |
| Ogonkowo (Огоньково)              | Berszienen/Berschienen, Ksp. Aulowönen | Der Ort wurde 1950 umbenannt und vor 1975 verlassen.                                                             |
| Olenjowo (Оленёво)                | Warlen | Der Ort wurde 1950 umbenannt und vor 1975 verlassen.                                                             |
| Owraschnaja (Овражная)            | Blumental | Der Ort wurde 1947 umbenannt und offenbar zwischen 2002 und 2008 in Owraschnoje umbenannt.                       |
| Perowskoje (Перовское)            | Antargen, 1938–1945: „Argenquell“ | Der Ort wurde 1950 umbenannt und vor 1975 verlassen.                                                             |
| Prokowskoje (Покровское)          | Buttkuhnen, 1938–1945: „Tilsental“ und Krebschen, 1938–1945: „Eichbaum“                                                                                            | Der Ort wurde 1947 umbenannt.                                                                                    |
| Pridoroschnoje (Придорожное)      | Seßlacken | Der Ort wurde 1947 umbenannt.                                                                                    |
| Priwolnoje (Привольное)           | Neunischken, 1938–1945: „Neunassau“ | Der Ort wurde 1947 umbenannt.                                                                                    |
| Prudowka (Прудовка)               | Popelken, 1938–1945: „Bruchfelde“ und Schattlauken, 1938–1945: „Schattenau“                                                                                        | Der Ort wurde 1947 umbenannt und vor 1975 verlassen.                                                             |
| Rumjanzewo (Румянцево)            | Stanken | Der Ort wurde 1950 umbenannt und vor 1975 verlassen.                                                             |
| Saborje (Заборье)                 | (Groß und Klein) Kalkeningken, 1938–1945: „Kalkhöhe“ | Der Ort wurde 1947 umbenannt und vor 1988 verlassen.                                                             |
| Schischkino (Шишкино)             | Groß Warkau | Der Ort wurde 1950 umbenannt und vermutlich vor 1975 an den Ort Stepnoje im Dorfsowjet Kalinowski angeschlossen. |
| Schuschenskoje (Шушенское)        | Kurreiten, 1938–1945: „Finkengrund“ | Der Ort wurde 1950 umbenannt und vermutlich vor 1988 an den Ort Priwolnoje angeschlossen.                        |
| Sorokino (Сорокино)               | Bublauken, 1938–1945: „Brachenfeld“ | Der Ort wurde 1950 umbenannt und vor 1975 verlassen.                                                             |
| Trudowoje (Трудовое)              | Stablacken | Der Ort wurde 1950 umbenannt und 1997 aus dem Ortsregister gestrichen.                                           |
| Tschernyschewskoje (Чернышевское) | Gaidszen/Gaidschen, 1938–1945: „Wiesenblick“ | Der Ort wurde 1950 umbenannt und vor 1975 verlassen.                                                             |
| Uspenskoje (Успенское)            | Worreningken, 1938–1945: „Woringen“ | Der Ort wurde 1950 umbenannt und vor 1975 verlassen.                                                             |
| Wischnjowoje (Вишнёвое)           | Dejehnen, 1938–1945: „Dehnen“, Medukallen, Ksp. Grünheide, 1938–1945: „Honigberg“, Paballen, 1938–1945: „Werfen“ und Uszelxnen/Uschelxnen, 1938–1945: „Erlenbruch“ | Der Ort wurde 1947 umbenannt.                                                                                    |
| Woronino (Воронино)               | Budwethen, 1938–1945: „Schönwaldau“ | Der Ort wurde 1947 umbenannt und vor 1975 verlassen.                                                             |
| Worotynowka (Воротыновка)         | Errehlen, 1938–1945: „Rehlen“, Sakalehnen, 1938–1945: „Falkenort“ und Szierandszen/Schierandschen, 1938–1945: „Schierheide“                                        | Der Ort wurde 1947 umbenannt.                                                                                    |

Die sechs im Jahr 1947 umbenannten Orte Krugloje (Roßthal), Majowka (Georgenburg), Nagornoje (Geswethen/Landwehr), Nismennoje (Pleinlauken/Rosenthal), Perelesnoje (Pagelienen) und Priretschnoje (Gillischken/Insterblick) sowie der im Jahr 1950 umbenannte Ort Brjanskoje (Tarputschen/Tarpen), die zunächst ebenfalls in den Kaluschski selski Sowet eingeordnet worden waren, kamen (vermutlich) im Jahr 1954 zum neu eingerichteten Majowski selski Sowet. Von diesen Orten kehrten im Jahr 1997 Nagornoje, Nismennoje und Priretschnoje in den Kaluschski selski okrug zurück.
Der im Jahr 1947 umbenannte Ort Lipowka (Guttawutschen/zu Schackenau) und der 1950 umbenannte Ort Stassowo (Klein Warkau und Mittel Warkau), die zunächst ebenfalls in den Kaluschski selski Sowet eingeordnet worden waren, kamen dann (vor 1975) aber zum Kalinowski selski Sowet.

### Kaluschskoje selskoje posselenije 2008–2015

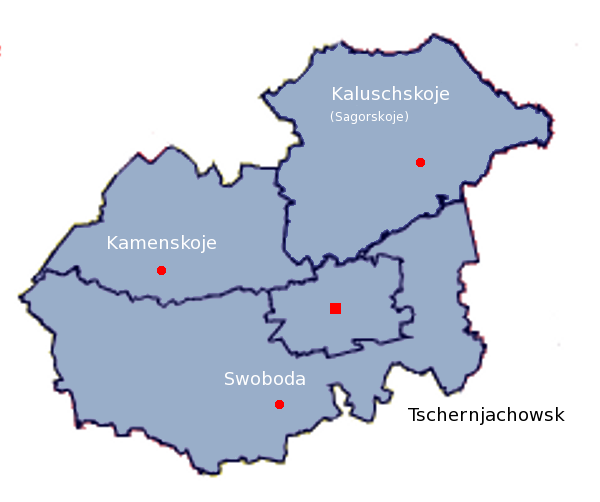
Die Lage der ehemaligen Landgemeinde Kaluschskoje selskoje posselenije (Verwaltungssitz: Sagorskoje) im Nordosten des Rajon Tschernjachowsk

Die Landgemeinde Kaluschskoje selskoje posselenije (ru. Калужское сельское поселение) wurde im Jahr 2008 eingerichtet. Sie befand sich im Nordosten des Rajon Tschernjachowsk und umfasste eine Fläche von 237 km². Sie zählte 4.790 Einwohner (Stand: 14. Oktober 2010), die in 34 jeweils „Siedlung“ (russisch: possjolok) genannten Ortschaften lebten, die vorher den Dorfbezirken Kalinowski selski okrug, Kaluschski selski okrug und Sagorski selski okrug zugeordnet waren. Der Amtssitz der Gemeinde war Sagorskoje. Zum Ende 2015 wurde die Gemeinde aufgelöst und deren Orte in den neu gebildeten Stadtkreis Tschernjachowsk eingegliedert.
Die Kaluschskoje selskoje posselenije war in folgende 34 „Siedlungen“ untergliedert:
| Ortsname                     | Deutscher Name                           |  | Name                              | Deutscher Name                           |  |
| ---------------------------- | ---------------------------------------- |  | --------------------------------- | ---------------------------------------- |  |
| Buchowo (Бухово)             | Buchhof                                  |  | Pokrowskoje (Покровское)          | Medukallen, Ksp. Grünheide/Honigberg     |  |
| Datschnoje (Дачное)          | Alt Lappönen                             |  | Pridoroschnoje (Придорожное)      | Seßlacken                                |  |
| Jablotschnoje (Яблочное)     | Eichhorn                                 |  | Priosjornoje (Приозёрное)         | Stablacken, Ksp. Pelleningken            |  |
| Jasnopolskoje (Яснопольское) | Auxkallen, Ksp. Pelleningken/Hoheninster |  | Priretschnoje (Приречное)         | Gillischken/Insterblick                  |  |
| Kalinowka (Калиновка)        | Aulowönen/Aulenbach                      |  | Priwolnoje (Привольное)           | Neunischken/Neunassau                    |  |
| Kaluschskoje (Калужское)     | Grünheide                                |  | Rjabinowka (Рябиновка)            | Kerstupönen/Kersten                      |  |
| Koschelewo (Кошелево)        | Kaschelen/Kasseln                        |  | Sadowoje (Садовое)                | Klein Niebudszen/Bärengraben             |  |
| Koslowka (Козловка)          | Sauskreppen/Sausen                       |  | Sagorjewka (Загорьевка)           | Kaukern                                  |  |
| Krugloje (Круглое)           | Roßthal                                  |  | Sagorskoje (Загорское)            | Pelleningken/Strigengrund                |  |
| Lipowka (Липовка)            | Guttawutschen/zu Schackenau              |  | Schtschegly (Щеглы)               | Saugwethen/Saugehnen                     |  |
| Michailowka (Михайловка)     | Moulienen/Moulinen                       |  | Seljonaja Dolina (Зелёная Долина) | Groß Niebudszen/Steinsee                 |  |
| Mostowoje (Мостовое)         | Kallwischken/Hengstenberg                |  | Smorodinowo (Смородиново)         | Bindszohnen/Binden                       |  |
| Nagornoje (Нагорное)         | Geswethen/Landwehr                       |  | Stepnoje (Степное)                | Groß, Mittel und Klein Warkau            |  |
| Nismennoje (Низменное)       | Pleinlauken/Rosenthal                    |  | Udarnoje (Ударное)                | Ackmenischken, Ksp. Aulowönen/Steinacker |  |
| Osjornoje (Озёрное)          | Neu Lappönen und Schruben                |  | Wischnjowoje (Вишнёвое)           | Bf. Paballen/Werfen                      |  |
| Owraschnoje (Овражное)       | Blumental                                |  | Worotynowka (Воротыновка)         | Szierandszen/Schierheide                 |  |
| Perelesnoje (Перелесное)     | Pagelienen                               |  | Woswyschenka (Возвышенка)         | Groß Kummeln/Großkummen                  |  |

## Kirche

### Kirchengebäude
In den Jahren 1880 bis 1882 wurde in Grünheide eine Kirche errichtet. Es handelte sich um ein kreuzförmiges, nach gotischen und romanischen Vorbildern erbautes Backsteinbauwerk. Das Gotteshaus existiert heute nicht mehr. Ihr ehemaliger Standort ist nur noch schwer auszumachen.

### Kirchengemeinde
Die evangelische Kirchengemeinde in Grünheide wurde am 1. April 1846 gegründet und gleichzeitig eine Pfarrstelle errichtet. Bis zum Jahr 1882 wurde eine Interimskirche genutzt. In dem ausgedehnten Kirchspiel wohnten 1925 insgesamt 3.500 Gemeindeglieder. Es gehörte bis 1945 zum Kirchenkreis Insterburg in der Kirchenprovinz Ostpreußen der Kirche der Altpreußischen Union.
Heute liegt Kaluschskoje im Einzugsbereich der in den 1990er Jahren neu entstandenen evangelisch-lutherischen Kirchengemeinde Schtschegly (Saugwethen, 1938–1946 Saugehnen) in der Kirchenregion Tschernjachowsk (Insterburg) innerhalb der Propstei Kaliningrad der Evangelisch-lutherischen Kirche Europäisches Russland.

## Persönlichkeiten des Ortes
- Rudolf Schubert (* 12. Juni 1844 in Grünheide; † 25. Februar 1924), deutscher Althistoriker
- Horst Uffhausen (* 7. April 1909 in Liep; † 2. Februar 1999), Richter am Bundesverwaltungsgericht